# Alburnoides fasciatus
Alburnoides fasciatus е вид лъчеперка от семейство Шаранови (Cyprinidae).

## Разпространение
Видът е разпространен в Грузия, Русия (Краснодар) и Турция.